# Pommernlied

Erstdruck des Pommernliedes 1853

Das Pommernlied, auch das Lied der Pommern genannt, ist ein Lied, das sich in der ehemaligen preußischen Provinz Pommern als die Landeshymne fest etabliert hatte. Es entstand 1851 und geht auf den Theologen und Dichter Adolf Pompe zurück. Als Regionalhymne spielt es im Landesteil Vorpommern des Bundeslandes Mecklenburg-Vorpommern auch heute noch eine besondere Rolle im regionalen Liedgut. Zusätzlich hat das Lied eine hohe ideelle Bedeutung für die Flüchtlinge und Vertriebenen aus Hinterpommern als Erinnerung an ihre verlorene Heimat. Auf Ehemaligentreffen wird es daher regelmäßig gesungen. Das Lied war auch im Repertoire der Fischer-Chöre.

## Entstehung
Die Idee zum Pommernlied kam Gustav Adolf Pompe, Student der Theologie und Philologie in Halle an der Saale, nach eigenen Angaben während einer Wanderung mit mehreren Studenten der christlichen Studentenverbindung Wingolf im Harz: „In irgendeiner Bleibe hätten nacheinander die beteiligten verschiedenen Landeskinder ihre Heimatlieder angestimmt, zwei Pommernsöhne aber hätten mit schmerzlichem Vermissen zugehört.“ Pompe habe dann sogleich den Text zu einem entsprechenden Lied entworfen und seinen beiden Landsleuten präsentiert. Erstmals schriftlich festgehalten findet sich das fünfstrophige Lied in einem Brief Pompes an seine Mutter, datiert auf den 19. März 1852. Die Dichtung wurde 1853 erstmals in der Anthologie „Aus dem Wingolf“ veröffentlicht, in der Gedichte, Studentenlieder und Ansprachen der damals bestehenden Wingolfsverbindungen zusammengetragen wurden. Pompe datiert das Gedicht hier auf das Jahr 1851.

## Text
Der Titel des Pommernliedes lautete in der handschriftlichen Fassung „Heimath!“, wurde jedoch bei der ersten Drucklegung geändert in die heute noch gebräuchliche Bezeichnung „Pommernlied“. Weitere Änderungen des Originaltextes waren der Austausch des Wortes „Vaterland“ gegen „Pommerland“ und die Umformulierung der Textzeile „weiße Möwen wiegen in der blauen Höh“ zu „weiße Möwen wiegen sich in blauer Höh“. Eine weitere Textänderung der 2. Strophe lautet: Weiße Segel wiegen sich auf blauer See und Weiße Möwen fliegen in der blauen Höh`. Der auf diesen Änderungen basierende und noch heute zu der 1818 entstandenen eingängigen Melodie von Freiheit, die ich meine von Karl August Groos gesungene Text lautet wie folgt:
1. Wenn in stiller Stunde Träume mich umwehn,
bringen frohe Kunde Geister ungesehn,
reden von dem Lande meiner Heimat mir,
hellem Meeresstrande, düsterm Waldrevier.
2. Weiße Segel fliegen auf der blauen See,
weiße Möwen wiegen sich in blauer Höh’,
blaue Wälder krönen weißer Dünen Sand;
Pommerland, mein Sehnen ist dir zugewandt!
3. Aus der Ferne wendet sich zu dir mein Sinn,
aus der Ferne sendet trauten Gruß er hin;
traget, laue Winde, meinen Gruß und Sang,
wehet leis und linde treuer Liebe Klang!
4. Bist ja doch das eine in der ganzen Welt,
bist ja mein, ich deine, treu dir zugesellt;
kannst ja doch von allen, die ich je gesehn,
mir allein gefallen, Pommerland, so schön!
5. Jetzt bin ich im Wandern, bin bald hier, bald dort,
doch aus allen andern treibt’s mich immer fort:
Bis in dir ich wieder finde meine Ruh,
send ich meine Lieder dir, o Heimat, zu!

Die Zeilen „… reden von dem Lande meiner Heimat mir, hellem Meeresstrande, düsterm Waldrevier“ in der ersten Strophe beschreiben die charakteristischen Landschaftsgegebenheiten Pommerns – die weißen, langen Strände der Ostseeküste und die ausgedehnten Wälder im Landesinneren (Hinterpommern). Der Text der zweiten Strophe bezieht sich auf die blau-weißen Landesfarben Pommerns.